# Альберт Віванкос
Альберт Віванкос Ройґ (*2 лютого 1994, Бескано, Іспанія) — іспанський футболіст, нападник футбольної команди «ФК Жирона» з однойменного міста

## Життєпис
Народився 2 лютого 1994 року в місті Бескано. Пройшов юнацьку школу «ФК Жирона». Після цього приєднався до резервної команди, яка виступає в реґіональних ліґах. Також пробував свої сили на перегляді в «Квінз Парк Рейнджерс», однак не пройшов.
29 вересня 2013 року провів свою першу гру в професійній кар'єрі проти «ФК Кордоба» (2-0 на користь останніх). Згодом виступав як орендований гравець за «Госпіталет».
18 серпня 2015 приєднався до основної команди «ФК Жирони».